# Calabuig
Calabuig (titolo in spagnolo: Calabuch) è un film del 1956 diretto da Luis García Berlanga, con Edmund Gwenn nel suo ultimo ruolo di attore nel cinema.
Il film è basato su un romanzo di Leonardo Martin, tra gli sceneggiatori. La colonna sonora è di Guido Guerrini.

## Trama
L'anziano scienziato George Hamilton si nasconde sotto falso nome in un paesino di pescatori della Spagna, Calabuig, oppresso dalle sue responsabilità per aver contribuito allo sviluppo delle armi nucleari.
Nella semplice vita del paese, tra autorità che tengono i prigionieri in celle aperte, chiacchiere, giovani che vogliono fuggire, partite a scacchi, piccole occupazioni e piccole preoccupazioni amorose di paese ritrova il piacere della vita e la propria pace, mentre viene ritrovato e riportato da un'intera flotta, che lo rintraccia grazie alla sua foto nei giornali per aver costruito il fuoco d'artificio più bello della costa, che segna anche l'applicazione pacifica delle sue conoscenze.

## Produzione
È stato girato in co-produzione Spagna/Italia nel paese valenzano di Peñíscola.

## Distribuzione
Il film è stato distribuito in Italia il 28 settembre 1956, in Spagna con il titolo "Calabuch" il 1º ottobre 1956, e negli Stati Uniti il 7 ottobre 1958 con il titolo "The rocket from Calabuch".

## Critica
Il dizionario Mereghetti assegna al film un giudizio sintetico di 2½ stelle su un massimo di 4. Il film è definito "non superficiale pamphlet" di cui l'Autore rintraccia il richiamo alle idee di Rousseau sullo "stato di natura" come armonica dimensione sociale (la maestra si chiama Eloisa).

## Riconoscimenti
Il regista ha vinto il Premio OCIC al Festival del cinema di Venezia.